# Войслав, Сигизмунд Григорьевич
Сигизму́нд Григо́рьевич Во́йслав (1850, Мариямполе — 25 января [7 февраля] 1904, Санкт-Петербург) — русский горный инженер, изобретатель, редактор, педагог, профессор.

## Биография
Родился в 1850 году в городе Мариамполь, Мариампольский уезд, Российская империя (ныне Литва). Происходил из дворян Августовской губернии, Царство Польское.
После окончания Петроковской гимназии, где его отец служил инспектором, поступил в Варшавскую главную школу, которая была в период его обучения преобразована в Императорский Варшавский университет, курс естественных наук которой он окончил в 1871 году, получив при окончании золотую медаль. В 1875 году окончил Горный институт в Санкт-Петербурге.
Начал работать горным инженером на Уральских казённых заводах.
В 1877 году защитил диссертацию и был утверждён в должности адъюнкта, в Горном институте, на кафедре прикладной и горной механики.
В 1879 году командирован на три каникулярных месяца, в Германию и Бельгию, для знакомства с местными механическими устройствами на рудниках и горных заводах. В 1880, 1882 и 1886 годах изучал заводы Европейской России и Алтая.
В 1893 году изучал Кеммернские минеральные воды и источник «Нарзан».
В 1894 году стал профессором по кафедре строительного искусства в Московском сельскохозяйственном институте, с оставлением в Горном ведомстве.
В 1897 году вышел в отставку.
В 1898 году вновь поступил на службу и откомандирован в распоряжение директора Геологического комитета.
Скоропостижно скончался от кровоизлияния в мозг 25 января (7 февраля)  1904 года в Петербурге на 54-м году жизни. Был похоронен 28 января (10 февраля)  1904 года на Выборгском католическом кладбище; захоронение, вместе со всем Выборгским некрополем (за известными исключениями), было уничтожено после революции 1917 года).

## Научная работа
Занимался конструкцией изобретенного им ручного бурового инструмента; произвёл гидротехнические исследования Липецких и Кеммернских (Лифляндской губернии) минеральных источников (ныне Кемери), участвовал в комиссии по вопросу об устройстве каптажа Нарзана.
В 1876 году создал «Бур Войслава» — ручной бур с эксцентрически закреплённым инструментом для бурения разведочных скважин большого диаметра.
Изобрёл специальные буры для минного дела, станки для алмазного бурения как скважин, так и шпуров, особый способ вставки алмазов в коронки. В 1898 году совместно с Я. Кулешом получил привилегии на способ вставки алмазов в сталь, автор теории алмазного бурения.
Разработал метод поиска газовых месторождений. В конце жизни занимался конструированием вращательных перфораторов, сначала электрического, затем турбинного (описание в «Известиях общества Горной Инженерии», 1904, № 1).

## Награды
- Орден Святого Станислава 3-й ст.
- Орден Святой Анны 3-й ст.
- Орден Святого Станислава 2-й ст.

## Членство в организациях
Работал в основанном им в 1888 году «Бюро исследований почв», первом подобного рода учреждении в Российской империи, которое способствовало геологическому изучению территории России.
Был одним из основателей в 1887 году Общества горных инженеров в России; с 1897 года редактировал журнал этого общества.
Был учёным секретарём «Первого Всероссийского съезда деятелей по практической геологии и разведочному делу» (Санкт-Петербург, середина февраля 1903).